# نظام ميكانيكي تصلبي
يكون النظام الميكانيكي تصلبيًا (بالإنجليزية: Scleronomous)‏ إذا كانت معادلات القيود لا تحوي الزمن باعتباره متغيرًا صريحًا. مثل هذه القيود تُسمى قيودًا تصلبيةً (بالإنجليزية: Scleronomic constraints)‏، وعكسها قيود جريانية.

## الاستخدام
في المجال ثلاثي الأبعاد، يتمتع الجزيء الذي لديه كتلة {\displaystyle m\,\!}، وسرعة {\displaystyle \mathbf {v} \,\!} بالطاقة الحركية
{\displaystyle T={\frac {1}{2}}mv^{2}\,\!.}
السرعة هي مشتق المركز مع الوقت ذي الصلة. استخدم قاعدة السلسلة لعدة متغيرات:
{\displaystyle \mathbf {v} ={\frac {d\mathbf {r} }{dt}}=\sum _{i}\ {\frac {\partial \mathbf {r} }{\partial q_{i}}}{\dot {q}}_{i}+{\frac {\partial \mathbf {r} }{\partial t}}\,\!.}
وبالتالي،
{\displaystyle T={\frac {1}{2}}m\left(\sum _{i}\ {\frac {\partial \mathbf {r} }{\partial q_{i}}}{\dot {q}}_{i}+{\frac {\partial \mathbf {r} }{\partial t}}\right)^{2}\,\!.}
ومع إعادة ترتيب الأطراف بعناية، 
{\displaystyle T=T_{0}+T_{1}+T_{2}\,\!:}
{\displaystyle T_{0}={\frac {1}{2}}m\left({\frac {\partial \mathbf {r} }{\partial t}}\right)^{2}\,\!,}
{\displaystyle T_{1}=\sum _{i}\ m{\frac {\partial \mathbf {r} }{\partial t}}\cdot {\frac {\partial \mathbf {r} }{\partial q_{i}}}{\dot {q}}_{i}\,\!,}
{\displaystyle T_{2}=\sum _{i,j}\ {\frac {1}{2}}m{\frac {\partial \mathbf {r} }{\partial q_{i}}}\cdot {\frac {\partial \mathbf {r} }{\partial q_{j}}}{\dot {q}}_{i}{\dot {q}}_{j}\,\!,}
حيث إن {\displaystyle T_{0}\,\!}, {\displaystyle T_{1}\,\!} , {\displaystyle T_{2}\,\!} هي على التوالي دوال متجانسة للدرجة 0 و1 و2 في السرعات المعممة. إذا كان هذا النظام تصلبيًا، لذا فإن الوضع لا يعتمد بشكل صريح على الوقت:
{\displaystyle {\frac {\partial \mathbf {r} }{\partial t}}=0\,\!.}
وبالتالي، فقط الطرف {\displaystyle T_{2}\,\!} لا يتلاشى:
{\displaystyle T=T_{2}\,\!.}
الطاقة الحركية هي دالة متوافقة من الدرجة 2 في سرعات معممة.

## مثال: البندول
كما هو مبين على اليسار، البندول هو نظام يتألف من ثقل ووتر. يرتبط الوتر بالطرف الأعلى من المحور وفي الطرف الأسفل يرتبط بالثقل. ولكونه غير قابل للتمديد، فإن طول الوتر ثابت. وبالتالي فإن هذا النظام هو تصلبي (scleronomous)؛ فهو يطيع القيد التصلبي
{\displaystyle {\sqrt {x^{2}+y^{2}}}-L=0\,\!,}
حيث إن {\displaystyle (x,y)\,\!} هو موضع الثقل و{\displaystyle L\,\!} هو طول الوتر.
خذ مثالاً أكثر تعقيدًا. ارجع إلى الشكل التالي على اليسار، وافترض أن الطرف العلوي من الوتر مثبت بنقطة محورية تخضع لحركة توافقية بسيطة
{\displaystyle x_{t}=x_{0}\cos \omega t\,\!,}
حيث إن {\displaystyle x_{0}\,\!} هو المدى، {\displaystyle \omega \,\!} هو التردد الزاوي، و{\displaystyle t\,\!} هو الوقت.
وعلى الرغم من أن الطرف العلوي من الوتر غير مثبت، إلا أن طول هذا الوتر غير القابل للتمديد يُعتبر ثابتًا. والمسافة بين الطرف العلوي والثقل يجب أن تبقى كما هي. وبالتالي فإن هذا النظام هو رينومي (rheonomous)؛ فهو يطيع القيد الرينومي
{\displaystyle {\sqrt {(x-x_{0}\cos \omega t)^{2}+y^{2}}}-L=0\,\!.}